# Вихристюк Сергій Григорович
Сергі́й Григо́рович Вихристю́к (нар. 9 вересня 1976, с. Добра, Маньківського району) — прапорщик Збройних сил України, учасник російсько-української війни.

## Життєпис
Народився 1976 року в селі Добра Маньківського району. 1979 року родина переїхала до села Пустовійтове Глобинського району. Закінчив Пустовійтівську ЗОШ, працював у місцевому бурякорадгоспі. Пройшов строкову службу у ЗСУ (1994—1996 роки).
Мобілізований в березні 2014-го, командир евакуаційного відділення, 27-й реактивний артилерійський полк.
3 вересня 2014-го загинув під час обстрілу з території Російської Федерації із РСЗВ «Смерч» базового табіру 27-го полку поблизу Старобільська.
Без Сергія залишилися мама, дружина, двоє синів — 1998 р.н і 2008 р.н.
Похований у селі Пустовійтове.

## Нагороди і вшанування
За особисту мужність і героїзм, виявлені у захисті державного суверенітету та територіальної цілісності України, вірність військовій присязі під час російсько-української війни, відзначений — нагороджений
- орденом «За мужність» III ступеня (посмертно)
- медаллю УПЦ КП «За жертовність і любов до України» (посмертно)
- відзнака Президента України «За участь в антитерористичній операції» (посмертно)
- Його портрет розміщений на меморіалі «Стіна пам'яті полеглих за Україну» у Києві: секція 4, ряд 7, місце 9
- Вшановується в меморіальному комплексі «Зала пам'яті», в щоденному ранковому церемоніалі 3 вересня[1]